# Scoot McNairy
Scoot McNairy, all'anagrafe John Marcus McNairy (Dallas, 11 novembre 1977), è un attore statunitense.

## Biografia
Conosciuto per aver interpretato Herbie - Il super Maggiolino (2005) e Cogan - Killing Them Softly, ha interpretato il ruolo di protagonista in Monsters (2010), in cui ha recitato anche l'attrice Whitney Able, che ha sposato nel 2010. È conosciuto anche per aver interpretato il ruolo di Walt Breslin, narratore e protagonista della seconda e terza stagione di Narcos: Messico, e partecipato alla realizzazione del video musicale Fidelity di Regina Spektor.

## Filmografia parziale

### Attore

#### Cinema
- Herbie - Il super Maggiolino (Herbie: Fully Loaded), regia di Angela Robinson (2005)
- Bobby, regia di Emilio Estevez (2006)
- Monsters, regia di Gareth Edwards (2010)
- Argo, regia di Ben Affleck (2012)
- Cogan - Killing Them Softly (Killing Them Softly), regia di Andrew Dominik (2012)
- Promised Land, regia di Gus Van Sant (2012)
- 12 anni schiavo (12 Years a Slave), regia di Steve McQueen (2013)
- Frank, regia di Lenny Abrahamson (2014)
- Non-Stop, regia di Jaume Collet-Serra (2014)
- All Hail the King, regia di Drew Pearce – cortometraggio (2014)
- The Rover, regia di David Michôd (2014)
- L'amore bugiardo - Gone Girl (Gone Girl), regia di David Fincher (2014)
- Black Sea, regia di Kevin Macdonald (2014)
- All'ultimo voto (Our Brand is Crisis), regia di David Gordon Green (2015)
- Lamb, regia di Ross Partridge (2015)
- Batman v Superman: Dawn of Justice, regia di Zack Snyder (2016)
- Sleepless - Il giustiziere (Sleepless), regia di Baran bo Odar (2017)
- Aftermath - La vendetta (Aftermath), regia di Elliott Lester (2017)
- War Machine, regia di David Michôd (2017)
- A caccia con papà (The Legacy of a Whitetail Deer Hunter), regia di Jody Hill (2018)
- Destroyer, regia di Karyn Kusama (2018)
- C'era una volta a... Hollywood (Once Upon a Time in... Hollywood), regia di Quentin Tarantino (2019)
- Un'improbabile amicizia (The Parts You Lose), regia di Christopher Cantwell (2019)
- C'mon C'mon, regia di Mike Mills (2021)
- Blonde, regia di Andrew Dominik (2022)
- La ragazza più fortunata del mondo (Luckiest Girl Alive), regia di Mike Barker (2022)
- Il talento di Mr. Crocodile (Lyle, Lyle, Crocodile), regia di Will Speck e Josh Gordon (2022)
- A Complete Unknown, regia di James Mangold (2024)
- Speak No Evil - Non parlare con gli sconosciuti (Speak No Evil), regia di James Watkins (2024)
- Nightbitch. Bestia di notte (Nightbitch), regia di Marielle Heller (2024)

#### Televisione
- Bones – serie TV, 3 episodi (2007-2011)
- How I Met Your Mother – serie TV, episodio 2x22 (2007)
- Halt and Catch Fire – serie TV, 40 episodi (2014-2017)
- Fargo – serie TV, 2 episodi (2017)
- Godless, regia di Scott Frank – miniserie TV (2017)
- Narcos: Messico – serie TV, 30 episodi (2018-2021)
- True Detective – serie TV, 8 episodi (2019)
- Sfida al presidente - The Comey Rule (The Comey Rule), regia di Billy Ray – miniserie TV (2020)
- Love Life – serie TV, 10 episodi (2020)

### Produttore
- In Search of a Midnight Kiss, regia di Alex Holdridge (2007)
- Please, Alfonso, regia di Jake Hoffman (2012) - cortometraggio
- Incroci pericolosi (Straight A's), regia di James Cox (2013)
- Monsters: Dark Continent, regia di Tom Green (2014)
- Frank and Cindy, regia di G.J. Echternkamp (2015)

## Doppiatori italiani
Nelle versioni in italiano delle opere in cui ha recitato, Scoot McNairy è stato doppiato da:
- Emiliano Coltorti in Monsters, Cogan - Killing Them Softly, Black Sea, All'ultimo voto, Speak No Evil - Non parlare con gli sconosciuti
- Simone D'Andrea in Sleepless - Il giustiziere, C'era una volta a... Hollywood, Un'improbabile amicizia, La ragazza più fortunata del mondo, Nightbitch. Bestia di notte
- Gianfranco Miranda in Argo, War Machine, True Detective, Sfida al presidente - The Comey Rule
- Alessandro Budroni in Godless,  Narcos Messico
- Edoardo Stoppacciaro 12 anni schiavo, Batman v Superman: Dawn of Justice
- Riccardo Scarafoni in Non-Stop, The Rover
- Alberto Bognanni in La vendetta - Aftermath, Destroyer
- Luca Sandri in How I Met Your Mother
- David Chevalier in Art School Confidential - I segreti della scuola d'arte
- Vittorio Guerrieri in L'amore bugiardo - Gone Girl
- Carlo Scipioni in Frank
- Roberto Gammino in A caccia con papà
- Francesco Pezzulli ne Il Talento di Mr. Crocodile
- Simone Crisari in Fargo